# أكيليل أعسم
إكيليل أعسم (الاسم العلمي:Coronilla repanda) هي نوع من النباتات يتبع جنس الإكيليل من الفصيلة البقولية.